# الخضراء (عفرين)
الخضراء أو جويق (بالكردية: Coqê‏) سابقًا هي قرية سوريّة تتبع إداريّاً لمحافظة حلب منطقة عفرين ناحية مركز عفرين. بلغ تعداد سكانها 1,131 نسمة حسب التعداد السكاني لعام 2004، و5479 نسمة حسب قيود السجل المدني لنهاية عام 2005.